# サイバー警察局
サイバー警察局 (サイバーけいさつきょく) は、警察庁の内部部局の一つ。2022年4月にそれまでの情報通信局の振り替えで設置された。局長は警察官をもって充てることとされているが、警察庁技官として採用された者が警察官（警視監）に任官し補職された例もある。

## 任務
- サイバー警察局は、官民連携、人材育成等の基盤整備、各国との情報交換、サイバー事案の捜査指導、高度な解析への技術支援等を行う。また、関東管区警察局にサイバー特別捜査部が設置され、ランサムウエアやインフラを狙ったサイバー攻撃など重大なサイバー犯罪に対し国の警察として直接捜査する。一方、インターネットを介した詐欺や名誉毀損などは従来通り、被害者のいる都道府県警察が中心に捜査する。

## 沿革
- 2022年4月1日：警察法が改正され、サイバー警察局を新設[1]。

## 組織
- サイバー企画課
  - 官民連携推進室
- サイバー捜査課
  - 国際サイバー捜査調整官
- 情報技術解析課
  - 高度情報技術解析センター
  - 解析技術評価分析官
  - サイバーテロ対策技術室

## 歴代局長
| 代 | 氏名     | 在任期間                      | 前職                                       | 後職             |
| -- | -------- | ----------------------------- | ------------------------------------------ | ---------------- |
| 1  | 河原淳平 | 2022年4月1日 - 2024年1月26日  | 情報通信局長                               | 辞職             |
| 2  | 大橋一夫 | 2024年1月26日 - 2024年11月5日 | 警察庁長官官房審議官（サイバー警察局担当） | 関東管区警察局長 |
| 3  | 逢阪貴士 | 2024年11月5日 -               | 内閣総理大臣秘書官（事務担当）             | 現職             |